# Joyce Cary
Joyce Cary (Derry, Úlster, 7 de diciembre de 1888 - Oxford, 29 de marzo de 1957) fue un escritor británico nacido en la isla de Irlanda.

## Vida
Arthur Joyce Lunel Cary nació en Derry (Úlster), el 7 de diciembre de 1888. Su familia había sido terrateniente en Donegal desde los tiempos isabelinos, pero perdieron su propiedad tras las Actas de Tierra Irlandesas en 1882.
La familia se dispersó, y en su mayoría se establecieron en Inglaterra. Su padre, Arthur Cary, adquirió conocimientos de ingeniería y se casó con Charlotte Joyce, hija de un banquero de Belfast. Luego de que su Joyce Cary naciera en 1888, la familia se mudó a Londres.
A lo largo de su infancia, Joyce pasó varios veranos en la casa de su abuela en Irlanda, y en la casa de su tío abuelo en Inglaterra. Esto se ve en su obra, como parte de la memoria novelizada A House of Children (1941) y la novela Castle Corner (1938). Su salud no era buena en estos tiempos, padeciendo asma (lo que sería recurrente a lo largo de su vida) y estando casi ciego de un ojo, por lo que usaba monóculo a los veinte años.
En 1906, con la determinación de ser artista, viajó a París. Descubriendo que necesitaba más entrenamiento técnico, Cary estudió Arte en Edimburgo. Luego decidió descartar la pintura, y dedicarse a la literatura. Publicó en esta época un libro de poemas, que según su propia opinión años más tarde "era bastante malo".
En 1912 viajó a Montenegro, donde sirvió en la Cruz Roja durante la Guerra de los Balcanes.
En la Primera Guerra Mundial combatió integrando un regimiento nigeriano, en la colonia alemana de Camerún.
Fue herido en el asedio de  Mora en 1916. Regresó a Inglaterra, donde se casó con Gertrude Oglivie. Tres meses después regresó al servicio como oficial colonial, dejando a Gertrude esperando a su primer hijo.
En 1920 Cary estaba abocado a la tarea de proveer infraestructura en Nigeria, y en otro viaje que realiza a Inglaterra, Gertrude queda embarazada por segunda vez. Ella le ruega que abandone el servicio para poder vivir juntos, pero él se niega por razones financieras. Meses después, un agente literario consigue que varias de las historias que había escrito en África sean vendidas a The Saturday Evening Post, una revista estadounidense, y fueron publicadas bajo el seudónimo "Thomas Joyce". Esto le proveyó a Cary el incentivo suficiente para dejar el servicio nigeriano, y mudarse a Oxford junto a su mujer. Tuvieron cuatro hijos.
Si bien trabajó duro en su carrera literaria, no pudo superar su breve éxito económico cuando el Post no aceptó más relatos suyos al considerarlos demasiado "literarios". Siguió trabajando en varias novelas y obras, pero no pudo vender ninguna de ellas. Con la llegada de la Gran Depresión, la familia debió alquilar su casa y mudarse con familiares. Finalmente, en 1932, Cary consigue publicar su novela Aissa Saved, donde relataba su experiencia en Nigeria. En 1933 publica An American Visitor y en 1936 The African Witch, con lo cual pueden mudarse nuevamente a su casa. Durante los años siguientes continuó publicando diferentes obras, con mayor o menor éxito.
En 1943 el cineasta Thorold Dickinson le propone realizar una película basada en una de sus historias (The Case For African Freedom, escrita en 1941). Ese año viaja a África con un equipo de filmación para grabar Men of Two Worlds. En 1946 viajó a la India para un segundo proyecto de película de Dickinson, pero este fue abortado.
En 1949 fallece Gertrude, en el momento cumbre de la carrera de Cary.
Visitó los Estados Unidos, donde colaboró con una adaptación teatral de Mister Johnson.
En 1952 comenzó a tener problemas musculares, por lo que se le diagnosticó bursitis, pero en los años siguientes se detectaron más síntomas que cambiaron el diagnóstico a una enfermedad neuromuscular (esclerosis lateral amiotrófica), lo que lo llevaría gradualmente a una parálisis. Continuó escribiendo (primero con un bolígrafo atado a la mano, luego mediante el dictado), hasta que no pudo hablar más y cesó su labor literaria por primera vez desde 1912. Su última obra, The Captive and The Free (publicada luego en 1959), primer volumen de una trilogía sobre religión, quedó inconclusa a su muerte, el 29 de marzo de 1957.

## Obra
La obra madura de Cary revela varios temas consistentes. Primero, la tensión entre la creatividad, que destruye lo viejo y ensalza lo nuevo, y el deseo conservador de preservar las cosas como están; segundo, la diferencia entre libertad (liberty), que consiste en una falta de restricciones, y libertad (freedom), que reposa en la habilidad para actuar; finalmente, el hecho de que la vida humana es difícil y la felicidad es elusiva, que la alegría momentánea es la única recompensa de la vida y que el amor es necesario para la humanidad.
- Aissa Saved (1932)
- An American Visitor (1933)
- The African Witch (1936)
- Castle Corner (1938)
- Mister Johnson (1939)
- Charley is My Darling (1940)
- A House of Children (1941)
- Herself Surprised (1941)
- The Case for African Freedom (1941)
- To Be a Pilgrim (1942)
- The Horse's Mouth (1944)
- Marching Soldier (1945)
- The Moonlight (1946)
- A Fearful Joy (1949)
- Prisoner of Grace (1952)
- Except the Lord (1953)
- Not Honour More (1955)
- Art and Reality (1958)
- The Captive and the Free (1959)
- Spring Song and other Stories (1960)
- Memoir of the Bobotes (1964)
- Selected Essays (1976)

## Premios
- 1941 Premio James Tait Black Memorial, a la mejor novela por A House of Children.